# 50 Words for Snow
50 Words for Snow (с англ. — «50 слов для снега») — десятый студийный альбом британской певицы и композитора Кейт Буш, выпущенный в 2011 году. Второй альбом, изданный на собственном лейбле Буш Fish People (в Австралии, Великобритании и Германии — под эгидой медиагруппы EMI, в США — в партнёрстве с лейблом ANTI-). Первый после шестилетнего перерыва студийный альбом Буш, содержащий полностью новый музыкальный материал. Дебютировал на пятом месте в британском хит-параде UK Albums Chart, благодаря чему Кейт Буш стала единственной исполнительницей, чьи альбомы входили в первую пятёрку национального чарта пять десятилетий подряд.

## Релиз
12 сентября 2011 года на официальном сайте Кейт Буш было объявлено о выпуске нового альбома 50 Words for Snow, запланированном на 21 ноября. Второй в 2011 году (после сборника авторских ремиксов Director’s Cut) полноформатный музыкальный релиз Кейт Буш состоит из семи композиций, «исполняемых под звук падающего снега». В записи альбома приняли участие Элтон Джон, американский сессионный барабанщик Стив Гэдд, британский гитарист Энди Фэруэзер Лоу, бас-гитарист Дэнни Томпсон, комедийный актёр Стивен Фрай, 19-летний хорист капеллы оксфордского колледжа Св. Марии Магдалины Стефан Робертс (англ. Stefan Roberts) и 13-летний сын Буш Альберт (Берти).
10 октября в авторской программе Кена Брюса The Ken Bruce Show на BBC Radio 2 была представлена радиоверсия первого цифрового сингла из альбома — «Wild Man». 11 октября состоялся официальный выход сингла, содержащего радио- и альбомную версии композиции.
В открывающей альбом песне «Snowflake» («Снежинка»), помимо вокала самой певицы, звучит голос её сына Альберта, участника детского хора. 25 октября 2024 года вышел поставленный певицей мультфильм «Землероечка» (англ. Little Shrew), в котором звучит сокращённая версия песни. Мультфильм задуман Буш после российского вторжения на Украину и снят в поддержку детей, пострадавших от войн: он представляет собой историю маленькой землеройки, которая попадает под обстрел во время войны и ищет спасения.

## Критика
| Совокупная оценка    | Совокупная оценка |
| Источник             | Оценка            |
| -------------------- | ----------------- |
| Metacritic           | (85/100)          |
| Оценки критиков      |                   |
| Источник             | Оценка            |
| AllMusic             | [ 14 ]            |
| Classic Rock         | [ 15 ]            |
| Entertainment Weekly | A–                |
| The Guardian         | [ 17 ]            |
| The Independent      | [ 18 ]            |
| MOJO                 | [ 19 ]            |
| New Musical Express  | [ 20 ]            |
| The Observer         | [ 21 ]            |
| Pitchfork            | (8,5/10)          |
| Q                    | [ 23 ]            |

Критик New Musical Express Прийя Элан (англ. Priya Elan) отозвался на радиопремьеру «Wild Man» восторженной рецензией, заявив: «Для тех из нас, кто втайне ожидал возвращения к бескомпромиссной необычности, умению Буш создавать странные новые миры, „Wild Man“ — огромная радость».

## Список композиций
| №                   | Название                      | Длительность |
| ------------------- | ----------------------------- | ------------ |
| 1.                  | «Snowflake»                   | 9:48         |
| 2.                  | «Lake Tahoe»                  | 11:08        |
| 3.                  | «Misty»                       | 13:32        |
| 4.                  | «Wild Man»                    | 7:16         |
| 5.                  | «Snowed In at Wheeler Street» | 8:05         |
| 6.                  | «50 Words for Snow»           | 8:31         |
| 7.                  | «Among Angels»                | 6:49         |
| Общая длительность: | Общая длительность:           | 65:05        |

## Участники записи
- «Snowflake»
  - Кейт Буш — вокал, фортепиано, бас-гитара
  - Альберт Макинтош — вокал
  - Стив Гэдд — ударные
  - Дел Палмер[англ.] — бас-гитара
  - Дэн Макинтош — гитара
- «Lake Tahoe»
  - Кейт Буш — вокал, фортепиано
  - Стефан Робертс — вокал
  - Майкл Вуд — вокал
  - Стив Гэдд — ударные
- «Misty»
  - Кейт Буш — вокал, фортепиано
  - Дэн Макинтош — гитара
  - Дэнни Томпсон — контрабас
  - Стив Гэдд — ударные
- «Wild Man»
  - Кейт Буш — вокал, бэк-вокал, клавишные
  - Энди Фэруэзер Лоу — вокал
  - Дэн Макинтош — гитара
  - Джон Гиблин[англ.] — бас-гитара
  - Стив Гэдд — ударные
- «Snowed In at Wheeler Street»
  - Кейт Буш — вокал, фортепиано, клавишные
  - Элтон Джон — вокал
  - Дэн Макинтош — гитара
  - Джон Гиблин — бас-гитара
  - Стив Гэдд — ударные
- «50 Words for Snow»
  - Кейт Буш — вокал, клавишные
  - Стивен Фрай («профессор Джозеф Юпик», англ. Professor Joseph Yupik) — декламация
  - Дэн Макинтош — гитара
  - Джон Гиблин — бас-гитара
  - Стив Гэдд — ударные
- «Among Angels»
  - Кейт Буш — вокал, фортепиано

## История релиза
| Страна         | Дата           | Лейбл               |
| -------------- | -------------- | ------------------- |
| Австралия      | 18 ноября 2011 | Fish People / EMI   |
| Германия       | 18 ноября 2011 | Fish People / EMI   |
| Великобритания | 21 ноября 2011 | Fish People / EMI   |
| США            | 29 ноября 2011 | Fish People / ANTI- |

## Чарты
| Чарт (2011)              | Высшая позиция |
| ------------------------ | -------------- |
| UK Albums Chart          | 5              |
| Media Control Charts     | 7              |
| Finnish Albums Chart     | 8              |
| Dutch Albums Chart       | 10             |
| Irish Albums Chart       | 12             |
| Schweizer Hitparade      | 12             |
| Norwegian Albums Chart   | 18             |
| Australian Albums Chart  | 22             |
| Austrian Albums Chart    | 26             |
| New Zealand Albums Chart | 39             |

## Комментарии
1. ↑  В названии альбома и заглавной песни обыгрывается широко распространённое утверждение о том, что в эскимосских языках имеется «необычайно много» слов для обозначения снега. Текст песни «50 Words for Snow» (кроме рефрена) целиком состоит из подобных «слов», в действительности изобретённых самой Кейт Буш[3].